# 봉자
"봉자"(Bongja)는 한국에서 제작된 박철수 감독의 2000년 드라마 영화이다. 서갑숙 등이 주연으로 출연하였고 하광휘 등이 제작에 참여하였다.

## 출연

### 주연
- 서갑숙
- 심이영
- 김일우
- 최대웅

### 조연
- 민경진
- 김주홍
- 이용이
- 김윤미
- 선욱현
- 박재현
- 이행림
- 박완규
- 신재도
- 김현옥
- 이준태
- 윤세정
- 김진희
- 엄기순
- 윤희일
- 양인화
- 김상현
- 김미영
- 엄기웅
- 정우혁
- 정길순
- 김현우
- 이지은
- 류수아
- 이미희
- 김진현
- 정현주
- 오정균
- 조정래
- 함분난

## 기타
- 제작지휘: 김상현
- 제작부장: 박덕배
- 제작부장: 백영기
- 제작진행: 이현동
- 제작관리: 박성천
- 조명: 이장근
- 조연출: 정연원
- 조연출: 정강우
- 조연출: 이대균
- 조연출: 김동일
- 조연출: 심혁
- 조연출: 정만제
- 조연출: 이걸기
- 붐어시스턴트: 소원종
- 동시녹음B팀: 송영호
- 사운드슈퍼바이저: 강대성
- CG: 박준균
- 분장: 이현경
- 분장: 이지은
- 의상: 박선혜
- 음향효과녹음: 황진수
- 스타일리스트: 송준호